# Ondersteunende begeleiding
Ondersteunende begeleiding (OB) was tot 31 december 2008, in Nederland, een van de zeven functies die binnen de Algemene Wet Bijzondere Ziektekosten (AWBZ) geïndiceerd kon worden.
Sinds het vervallen van de functie Ondersteunende begeleiding vallen de activiteiten gedeeltelijk onder de nieuwe AWBZ-functie Begeleiding, gedeeltelijk vallen zij niet meer onder de AWBZ.